# Nerone Cesare
Nerone Giulio Cesare Germanico (in latino Nero Iulius Caesar Germanicus; 6 – Ponza, 31), meglio conosciuto semplicemente come Nerone Cesare, è stato un nobile e politico romano, membro della dinastia giulio-claudia.

## Origini familiari

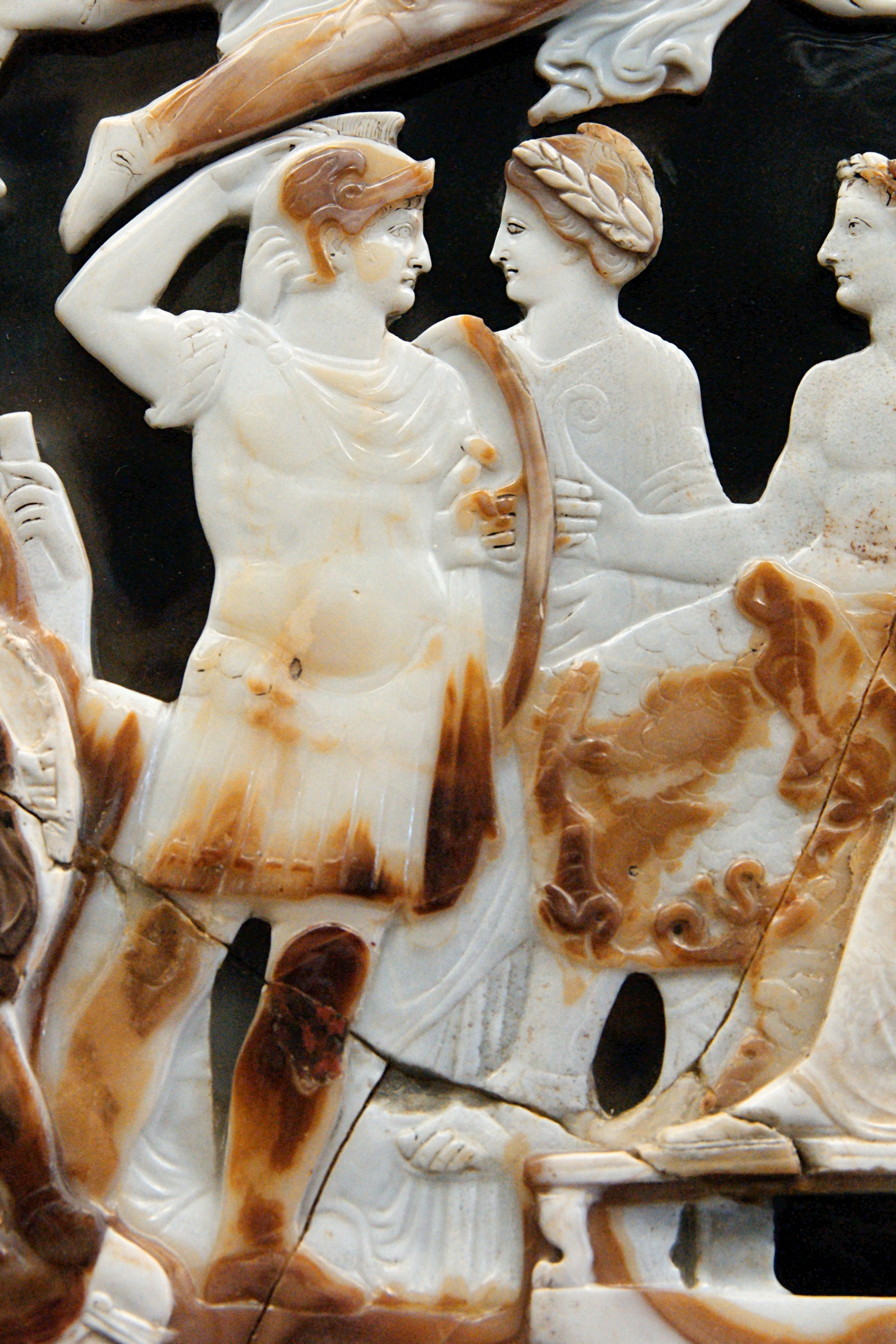
Nerone Cesare saluta Tiberio (dettaglio dal Gran Cammeo di Francia, Musée des monnaies, médailles et antiques, Parigi)

Nerone era il figlio primogenito di Germanico e Agrippina maggiore. Il padre era figlio di Druso maggiore, a sua volta figlio di Tiberio Claudio Nerone e Livia Drusilla, poi moglie dell'imperatore Augusto, e la madre Antonia minore, figlia di Marco Antonio e di Ottavia minore, sorella di Augusto. Germanico fu poi adottato dallo zio Tiberio. La madre era invece figlia di Marco Vipsanio Agrippa, (generale e amico di Augusto) e di Giulia maggiore, unica figlia naturale del primo imperatore. Era inoltre fratello dell'imperatore Gaio Cesare "Caligola" e di Agrippina minore, moglie dell'imperatore Claudio e madre dell'imperatore Nerone. Suoi altri fratelli erano Druso Cesare, Giulia Drusilla e Giulia Livilla.

## Biografia
Nerone nacque nel 6, figlio del famoso ed amato Germanico, figlio adottivo dell'imperatore Tiberio. Fin da bambino fu promesso ad una figlia di Quinto Cecilio Metello Cretico Silano. Alla fine del 19 però Germanico morì, forse fatto avvelenare dallo stesso Tiberio con l'aiuto di Gneo Calpurnio Pisone, che si suicidò l'anno successivo per non essere accusato. Il 7 giugno del 20 Nerone ricevette la toga virilis e, dopo che Tiberio ebbe fatto un discorso in Senato in cui lodava i figli di Germanico, Nerone diventò pontefice e sposò Giulia Livia, figlia di Druso minore, a sua volta figlio di Tiberio. Alla morte di Germanico l'unico erede del princeps diventò Druso minore, ma morì anch'egli poco dopo, nel 23. Allora, appena morto Druso minore, Tiberio affidò i figli di Germanico direttamente al Senato.
(Tiberio al Senato, da Tacito, Annales, IV, 8.)
Nel 25 Tiberio concesse a Nerone la questura, ma già nel 26 tutta la famiglia di Germanico iniziò ad essere perseguitata da Seiano, che dopo aver diffuso maldicenze su Nerone, riuscì ad avvicinare Druso Cesare e a metterlo contro il fratello. Nel 29 Nerone ed Agrippina maggiore furono processati, imprigionati ed esiliati, uno a Ponza e l'altra a Pandataria. Nei primi mesi del 31 Nerone si suicidò oppure venne fatto assassinare da Seiano.
Nel 37, dopo la morte di Tiberio, il nuovo imperatore Caligola andò personalmente sulle due isole per prendere le ceneri del fratello e della madre. Tornato a Roma, furono posate nel Mausoleo di Augusto insieme a quelle di Druso Cesare.

## Ascendenza
|                                 |                        |                       | Genitori                            |  |  | Nonni |  |  | Bisnonni                       |  |  | Trisnonni            |  |
|                                 |                        |                       |                                     |  |  |       |  |  | Pretore Tiberio Claudio Nerone |  |  | Druso Claudio Nerone |  |
|                                 |                        |                       |                                     |  |  |       |  |  | Pretore Tiberio Claudio Nerone |  |  | Druso Claudio Nerone |  |
|                                 |                        | Claudia               |                                     |  |  |       |  |  | Pretore Tiberio Claudio Nerone |  |  |                      |  |
| Console Druso maggiore          |                        |                       |                                     |  |  |       |  |  | Pretore Tiberio Claudio Nerone |  |  |                      |  |
|                                 |                        | Livia Drusilla        | Pretore Marco Livio Druso Claudiano |  |  |       |  |  |                                |  |  |                      |  |
|                                 |                        | Livia Drusilla        | Pretore Marco Livio Druso Claudiano |  |  |       |  |  |                                |  |  |                      |  |
|                                 |                        | Livia Drusilla        | Alfidia                             |  |  |       |  |  |                                |  |  |                      |  |
| Console Germanico Giulio Cesare |                        | Livia Drusilla        |                                     |  |  |       |  |  |                                |  |  |                      |  |
|                                 |                        | Console Marco Antonio | Pretore Marco Antonio Cretico       |  |  |       |  |  |                                |  |  |                      |  |
|                                 |                        | Console Marco Antonio | Pretore Marco Antonio Cretico       |  |  |       |  |  |                                |  |  |                      |  |
|                                 |                        | Console Marco Antonio | Giulia Antonia                      |  |  |       |  |  |                                |  |  |                      |  |
| Antonia minore                  |                        | Console Marco Antonio |                                     |  |  |       |  |  |                                |  |  |                      |  |
|                                 |                        | Ottavia minore        | Pretore Gaio Ottavio                |  |  |       |  |  |                                |  |  |                      |  |
|                                 |                        | Ottavia minore        | Pretore Gaio Ottavio                |  |  |       |  |  |                                |  |  |                      |  |
|                                 |                        | Ottavia minore        | Azia maggiore                       |  |  |       |  |  |                                |  |  |                      |  |
| Nerone Cesare                   |                        | Ottavia minore        |                                     |  |  |       |  |  |                                |  |  |                      |  |
|                                 | Lucio Vipsanio Agrippa | …                     |                                     |  |  |       |  |  |                                |  |  |                      |  |
|                                 | Lucio Vipsanio Agrippa | …                     |                                     |  |  |       |  |  |                                |  |  |                      |  |
|                                 | Lucio Vipsanio Agrippa | …                     |                                     |  |  |       |  |  |                                |  |  |                      |  |
| Console Marco Vipsanio Agrippa  | Lucio Vipsanio Agrippa |                       |                                     |  |  |       |  |  |                                |  |  |                      |  |
|                                 |                        |                       | …                                   |  |  |       |  |  |                                |  |  |                      |  |
|                                 |                        |                       |                                     |  |  |       |  |  |                                |  |  |                      |  |
|                                 |                        | …                     |                                     |  |  |       |  |  |                                |  |  |                      |  |
| Agrippina maggiore              |                        |                       |                                     |  |  |       |  |  |                                |  |  |                      |  |
|                                 |                        | Imperatore Augusto    | Pretore Gaio Ottavio                |  |  |       |  |  |                                |  |  |                      |  |
|                                 |                        | Imperatore Augusto    | Pretore Gaio Ottavio                |  |  |       |  |  |                                |  |  |                      |  |
|                                 |                        | Imperatore Augusto    | Azia maggiore                       |  |  |       |  |  |                                |  |  |                      |  |
| Giulia maggiore                 |                        | Imperatore Augusto    |                                     |  |  |       |  |  |                                |  |  |                      |  |
|                                 |                        | Scribonia             | Pretore Lucio Scribonio Libone      |  |  |       |  |  |                                |  |  |                      |  |
|                                 |                        | Scribonia             | Pretore Lucio Scribonio Libone      |  |  |       |  |  |                                |  |  |                      |  |
|                                 |                        | Scribonia             | Sentia                              |  |  |       |  |  |                                |  |  |                      |  |
|                                 |                        | Scribonia             |                                     |  |  |       |  |  |                                |  |  |                      |  |